# Tres (hudební nástroj)

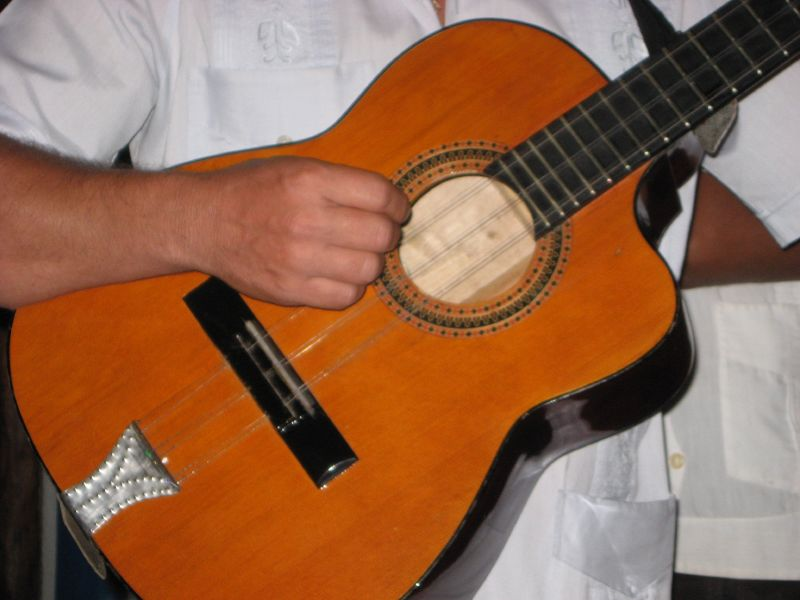
Muž hrající na tres.

Tres je strunný hudební nástroj, který vznikl úpravou kytary na Kubě, zřejmě již v 17. století. Kromě Kuby je oblíbený na Portoriku, v Dominikánské republice či v Mexiku. Od kytary se liší uspořádáním strun (rovněž jich je šest, ale jsou napnuty ve třech párech) i jejich laděním: zatímco dvě dvojice (odpovídající sol a mi) jsou laděné do oktávy, prostřední pár strun (do) je souzvučný. V kubánské hudbě bývá využíván v tradičních žánrech son a trova. Ve východokubánském sonu nahrazuje roli piana, díky zvláštnímu rozložení strun může hrát jak rytmickou linku, tak melodické improvisace. Mezi známé hudebníky, kteří hráli na tres, patřil například Compay Segundo.